# Siergiej Archipow
Siergiej Nikołajewicz Archipow (ros. Сергей Николаевич Архипов, ur. 7 sierpnia?/20 sierpnia 1900 w Petersburgu, zm. 11 października 1958 w Moskwie) – radziecki wiceadmirał inżynier, uczestnik II wojny światowej.